# Whitten Soccer Complex
Le Whitten Soccer Complex est un ancien stade de soccer américain situé à Nashville, dans le Tennessee.
Le stade, appartenait à l'Université Belmont et servait d'enceinte à domicile à l'équipe universitaire des Bruins de Belmont (pour le soccer masculin et féminin).

## Histoire
Entouré d'une piste de marche, le terrain, en Chiendent pied-de-poule, sert pour les matchs de soccer des Belmont Bruins, et ce jusqu'en 2012, où l'équipe universitaire emménage au E. S. Rose Park.